# Нангчен
32°12′18″ пн. ш. 96°28′49″ сх. д. / 32.20487° пн. ш. 96.48038° сх. д.
Нангчен (кит. 囊谦县, пін. Nángqiān Xiàn, трансліт. Nangqên) — один із повітів КНР у складі Юйшу-Тибетської автономної префектури, провінція Цинхай. Адміністративний центр — містечко Шамда.

## Географія
Нангчен лежить на висоті понад 3600 метрів над рівнем моря на північному сході Тибетського плато у верхній течії Меконгу.

### Клімат
Повіт знаходиться у зоні так званої «гірської тундри», котра характеризується кліматом арктичних пустель. Найтепліший місяць — липень із середньою температурою 13,7 °C. Найхолодніший місяць — січень, із середньою температурою -5,6 °С.
| Клімат повіту Нангчен   | Клімат повіту Нангчен | Клімат повіту Нангчен | Клімат повіту Нангчен | Клімат повіту Нангчен | Клімат повіту Нангчен | Клімат повіту Нангчен | Клімат повіту Нангчен | Клімат повіту Нангчен | Клімат повіту Нангчен | Клімат повіту Нангчен | Клімат повіту Нангчен | Клімат повіту Нангчен | Клімат повіту Нангчен |
| Показник                | Січ.                  | Лют.                  | Бер.                  | Квіт.                 | Трав.                 | Черв.                 | Лип.                  | Серп.                 | Вер.                  | Жовт.                 | Лист.                 | Груд.                 | Рік                   |
| Середній максимум, °C   | 3,7                   | 5,9                   | 9,5                   | 13,2                  | 16,8                  | 19,3                  | 21                    | 20,6                  | 18,3                  | 13,5                  | 8,4                   | 4,8                   | 12,9                  |
| Середня температура, °C | −5,6                  | −2,7                  | 1,4                   | 5                     | 8,8                   | 12,1                  | 13,7                  | 13                    | 10,4                  | 5,2                   | −1,1                  | −5,1                  | 4,6                   |
| Середній мінімум, °C    | −12,9                 | −9,7                  | −5,5                  | −1,9                  | 2,3                   | 6,6                   | 8,1                   | 7,4                   | 4,9                   | −0,6                  | −7,8                  | −12,2                 | −1,8                  |
| Норма опадів, мм        | 2.8                   | 4.1                   | 6.9                   | 15.2                  | 55.9                  | 115.5                 | 118.7                 | 103.9                 | 81.6                  | 32.1                  | 4.3                   | 1.2                   | 542.2                 |
| Вологість повітря, %    | 39                    | 38                    | 39                    | 46                    | 55                    | 65                    | 69                    | 69                    | 69                    | 63                    | 48                    | 41                    | 53.4                  |
| ----------------------- | --------------------- | --------------------- | --------------------- | --------------------- | --------------------- | --------------------- | --------------------- | --------------------- | --------------------- | --------------------- | --------------------- | --------------------- | --------------------- |
| Джерело: data.cma.cn    |                       |                       |                       |                       |                       |                       |                       |                       |                       |                       |                       |                       |                       |